# Histoire des voyages de Scarmentado écrite par lui-même
Histoire des voyages de Scarmentado (ou Histoire des voyages de Scarmentado écrite par lui-même) est un conte philosophique de Voltaire écrit vers 1753 et paru en 1756 dans la Suite des mélanges publiée par les frères Cramer (Genève).

## Résumé
Court roman picaresque écrit à la première personne, l’Histoire des voyages de Scarmentado relate les aventures d’un jeune noble de Candie envoyé par son père, en 1615, à l’âge de 15 ans, en voyage de formation à travers l’Europe.
À Rome, il échappe de peu aux avances d’un Monsignor, mais trouve la consolation dans les bras d’une Signora convoitée par deux prêtres qui manquent de le faire excommunier.
Il arrive ensuite dans la France de Louis XIII, qui vient de faire assassiner le maréchal Concini, et où couve la guerre civile entre les partisans du roi et ceux de sa mère, Marie de Médicis, sur fond de querelle entre catholiques et protestants.
En Angleterre, où il se rend ensuite, Scarmentado apprend l’histoire de la Conspiration des poudres, et celle des Persécutions mariales menées par la reine catholique Marie Ière. 
Préférant passer en Hollande, il y assiste à l’exécution d’Oldenbarnevelt, Grand pensionnaire des Provinces-Unies, qui avait eu le tort de soutenir les arminiens, en conflit théologique avec les calvinistes, et de prêcher la tolérance.
Arrivé à Séville, Scarmentado assiste à des exécutions publiques commandées par l’Inquisition : « des juifs qui n’avaient pas voulu renoncer absolument à Moïse,  des chrétiens qui avaient épousé leurs commères,  ou qui n’avaient pas voulu se défaire de leur argent comptant en faveur des frères hiéronymites. » Emprisonné lui-même quelques semaines, il s’en tire avec une amende, non sans avoir lu Las Casas, qui chiffre à plusieurs millions les indiens victimes de la colonisation en Amérique.
D’abord ravi de ce qu’il prend pour de la tolérance, Scarmentado déchante quand le Grand Vizir de Constantinople le condamne à 100 coups de latte sur la plante des pieds, mais rachetables par une amende. Et quand l’imam, ayant pris ses cris d’amour pour une conversion, veut le circoncire, il fuit en Perse. Quand il y est sommé de choisir entre Moutons noirs et Moutons blancs, il préfère partir en Chine.
Là, il tombe au milieu de querelles stériles entre Jésuites et Dominicains, qui le dénoncent. Mais ayant rassuré l’empereur qui le prenait pour un espion du pape, il est simplement exilé à Macao.
Son navire pour l’Europe s’arrêtant en Inde, il en profite pour visiter Delhi, où il échappe de justesse à l’arrestation parce qu’un de ses compagnons de voyage a prétendu que les rois européens étaient plus justes. Seul son interprète sera exécuté en place publique.
Puis, capturé par des pirates africains, il devient pendant un an leur esclave, avant d’être racheté et de rentrer chez lui. Il s’y marie, est trompé par sa femme, et déclare que c’est « l’état le plus doux de la vie. » 

## Analyse
Écrit après la rupture entre Voltaire et Frédéric II, ce conte désenchanté est la première trame de Candide. Scarmentado y est pris dans des conflits qui le dépassent, illustration de l’arbitraire et de l’absurdité de l’intolérance, où qu’elle se situe, et quelle qu’en soit son objet. Le conte, qui s’affranchit parfois de la chronologie, « en se chargeant de la mémoire collective, restitue, en un sommaire halluciné, la somme des souffrances humaines », et « épuise la géographie de quelques continents dans un divertissant catalogue d'intolérances et de tortures ».